# Круглоротые
Круглоро́тые, или мешкожа́берные (лат. Cyclostomi, также Cyclostomata), — группа (надкласс) бесчелюстных позвоночных. Включает миног и миксин, охватывая, таким образом, всех современных бесчелюстных. По состоянию на 2016 год известно 118 современных видов (40 видов миног и 78 — миксин).
Ранее круглоротых рассматривали как класс, а миног и миксин — как отряды. Однако некоторые морфологические исследования указывали на то, что миноги ближе родственны челюстноротым, чем миксинам, и таким образом, круглоротые — парафилетическая группа. Эта версия получила широкое распространение, и миног с миксинами стали относить к разным классам, а иногда и инфратипам. В ряде последующих работ эти результаты были признаны некорректными, а морфологические данные — не позволяющими сделать выбор между парафилетичностью и монофилетичностью круглоротых. Молекулярные данные говорят об их монофилетичности.

## Отличительные особенности
Круглоротые отличаются от рыб и произошедших от них четвероногих следующими признаками:
- нет чешуи;
- нет парных конечностей;
- хорда сохраняется в течение всей жизни, однако вдоль нее есть хрящевые зачатки верхних дуг позвонков;
- хрящевой череп без челюстей;
- овальный или круглый рот, снабжённый всасывающими структурами и эпидермальными зубами.

Их спинная струна из-за образования хрящей обрела бо́льшую твёрдость, чем хорда у ланцетников, а также имеет зачатки позвонков, но настоящий позвоночник ещё не развит. Небольшой мозг, сравнимый по объёму с мозгом рыб, защищён хрящево-кожной черепной коробкой. Органом обоняния являются семь отверстий, расположенных между глазами. Несмотря на узкие плавники, круглоротые умеют быстро передвигаться в воде. Их особенностью является умение «присасываться» к рыбам и с их помощью передвигаться. К их пище относятся черви, насекомые и икра рыбы. Некоторые круглоротые — полупаразиты.

## Строение и физиология

### Общая характеристика
Имеют змеевидно удлинённое, голое тело, достигающее 40 см длины. В теле различают 3 отдела: голову, туловище и хвост, причём эти отделы переходят друг в друга постепенно. Парные конечности отсутствуют. На спинной стороне хорошо заметны 2 кожистых непарных плавника, последний из которых переходит непосредственно в хвостовой плавник. Голова небольшая, ротовое отверстие находится на дне присасывательной воронки, окаймлённой кожными лепестками. На внутренней стенке присасывательной воронки сидят «роговые зубы». На кончике языка, который обычно отчётливо виден в ротовом отверстии, также сидят роговые пластинки, несущие мелкие «роговые зубы». Язык мощный, буравящий, снабжён скелетом. Жаберный скелет имеет вид ажурной решетки или корзинки, не расчлененной на отделенные друг от друга жаберные дуги. Скелет круглоротых образован хрящом и соединительной тканью, костной ткани в скелете нет. Орган обоняния, в противоположность аналогичным органам всех прочих представителей позвоночных, непарный. Он открывается на переднем конце рыла одной ноздрёй, ведущей в обонятельный мешок, от дна которого отходит своеобразный гипофизарный вырост, расположенный между передней частью мозга и нёбом.

### Органы пищеварения и питание
Пищеварительная трубка начинается предротовой воронкой, более развитой у миног. По краям воронки у них расположены облегчающие присасывание мелкие складочки кожи, а у миксин — две пары подвижных усиков. Ороговевшие сосочки эпителия внутренней поверхности воронки образуют роговые зубчики и зубные пластинки; их размеры, форма и расположение имеют систематическое значение. В глубине воронки расположено округлое ротовое отверстие, снизу ограниченное вершиной мощного языка, вооруженного 1—2 крепкими роговыми зубами или сложной роговой зубной пластинкой. Мелкую добычу миноги засасывают с током воды. Присосавшись к крупной добыче, минога вершиной языка пробуравливает её кожу, а миксина вгрызается зубом языка, проникая в тело жертвы. Парные слюнные железы, открывающиеся протоками под вершиной языка, выделяют в рану антикоагулянты, препятствующие свертыванию крови, и протеолитические ферменты, растворяющие (лизирующие) белки. Особенно много выделяют в добычу протеолитических ферментов миксины; это позволяет им растворить и затем всосать все мягкие ткани добычи, оставив лишь кожу и кости. Крайне своеобразное и не свойственное остальным позвоночным «внекишечное пищеварение» позволяет круглоротым питаться крупной добычей. Благодаря сокращению и расслаблению мощной мускулатуры языка, объём ротовой полости меняется в значительных пределах, и в неё, как в полость шприца, насасывается пища. За ротовой полостью у миксин и личинок миног идёт глотка, в которую открываются внутренние отверстия жаберных мешков. При насасывании пищи миксинами внутренние отверстия мешков закрываются специальными мышцами — сфинктерами, и пища проходит в кишечник, не попадая в жаберные мешки.
У личинок миног в начальной части глотки есть мерцательный желобок, выделяющий слизь — эндостиль. Мерцанием их ресничек и движениями паруса — складки на границе ротовой полости и глотки — создаётся подвижный шнур слизи, тянущийся к кишечнику. Попавшие с током воды в глотку пищевые частицы захватываются потоком слизи и направляются в кишечник, а вода проходит в жаберные мешки и через их наружные отверстия вытекает наружу. Такой способ питания личинки миноги-пескоройки удивительно, близок к тому, что имеет место у взрослого ланцетника, и служит примером рекапитуляции — повторения в развитии потомков предковых признаков. Во время метаморфоза личинки миноги складка, вырастающая от дна задней части глотки, разделяет глотку на два изолированных отдела: переходящий в кишечник пищевод и кончающуюся слепо дыхательную трубку, в которую открываются внутренние отверстия жаберных мешков. Со стороны ротовой полости вход в дыхательную трубку прикрывает подвижная складка — парус. У плавающей миноги парус отогнут и прикрывает вход в пищевод; вода через рот проходит в дыхательную трубку и оттуда в жаберные мешки. Когда минога присосалась к добыче, парус закрывает вход в дыхательную трубку и насасываемая кровь жертвы идёт в пищевод и кишечник, не попадая в жаберные мешки. За счет сокращения мускулатуры и эластичности жаберной решетки изменяется объем жаберных мешков и вода поступает в них и выводится через наружные отверстия; при этом дыхательная трубка способствует перераспределению воды между жаберными мешками. Тонкостенный пищевод миног незаметно переходит в кишечник. У всех круглоротых кишечник, не образуя петель, опускается вдоль печени на вентральную сторону и открывается самостоятельным анальным отверстием. У миног всасывательная поверхность кишечника увеличивается развитием крупной складки — спирального клапана, идущего вдоль всей кишечной трубки. Крупная компактная печень лежит за сердцем и имеет форму конуса, вершиной направленного назад; желчный пузырь протоком открывается в кишечник. У идущих на нерест и прекращающих в это время питаться миног желчный пузырь и проток редуцируются. Поджелудочная железа островками рассеяна по стенке кишечника и при обычном анатомировании не видна.
Круглоротые способны поглощать большие количества пищи. Так, миксина за 7—10 ч потребляет пищу, превышающую её вес в 7—8 раз. Насытившееся животное способно переносить длительное голодание (видимо, в течение нескольких недель).
Миноги присасываются к рыбам. Они нападают даже на здоровых рыб, включая таких крупных, как осетры и акулы; даже на китах встречали присосавшихся морских миног. Но чаще добычей служит больная или попавшая в сети рыба. Мелкие рыбы после нападения миног гибнут от обескровливания, крупные часто погибают из-за различных инфекций, проникающих через трудно заживающие раны. Миксины нападают на рыб и крупных головоногих, нередко по нескольку на одну жертву.

### Органы дыхания и газообмен
Уже у эмбрионов круглоротых образуются жаберные щели, соединяющие полость глотки с внешней средой. Из выстилающей жаберные щели энтодермы формируются чечевицеобразные жаберные мешки, внутренняя поверхность которых покрыта многочисленными складками. Мешок внутренним узким каналом открывается в полость глотки, а наружным — на боковой поверхности тела животного. Просветы между межжаберными перегородками и жаберными мешками — околожаберные синусы — заполнены лимфой. У миксин от 5 до 16 пар жаберных мешков; у семейства бделлостомовые каждый из них открывается наружу самостоятельным отверстием, а у семейства миксиновые наружные каналы жаберных мешков каждой стороны, соединяясь, открываются наружу общим отверстием примерно посредине тела. У миног 7 пар жаберных мешков, каждый из которых открывается наружу самостоятельным отверстием. У личинок (пескороек) каждый мешок внутренним отверстием открывается в глотку, у взрослых миног — в дыхательную трубку. Дыхание осуществляется путем ритмичных сжатий и расслаблений мышечной стенки жаберной области. Вода может поступать через ротовое отверстие в глотку (у взрослых миног — в дыхательную трубку) и жаберные мешки, У закопавшихся в ил миксин вода идет через ноздрю (расположена на конце головы) и назогипофизарный канал. У питающегося круглоротого вода, поступает и выводится через наружные отверстия жаберных мешков (у миксин — через общий жаберный канал). Видимо, существует и кожное дыхание, в котором участвуют капилляры кожи.

### Кровеносная система и кровообращение
Кровеносная система круглоротых близка к системе ланцетник. Но у круглоротых появляется настоящее сердце, состоящее из предсердия и желудочка. Есть один круг кровообращения и в сердце только венозная кровь. Крупные вены впадают в тонкостенную венозную пазуху (или венозный синус), откуда кровь переходит в предсердие и затем в желудочек, имеющий мощные мышечные стенки. От желудочка отходит брюшная аорта, расширенная начальная часть которой называется луковицей аорты. От брюшной аорты к межжаберным перегородкам отходят парные приносящие жаберные артерии, каждая из которых снабжает кровью половины впереди и сзади от неё лежащих жаберных мешков. В капиллярах складок жаберных мешков кровь насыщается кислородом и отдаёт углекислоту. Капилляры сливаются в выносящие жаберные артерии, впадающие в лежащую под хордой непарную спинную аорту. От её начальной части отходят сонные  артерии, снабжающие кровью передний конец головы, далее отходят артерии к миомерам, пищеварительной трубке и другим органам. Венозную кровь в хвостовом отделе собирает хвостовая вена, затем распадающаяся на две задние кардинальные вены. Кровь из головы несут парные передние кардинальные вены. Передние и задние кардинальные вены впадают в венозную пазуху. От мускулатуры языка и нижних частей головы венозная кровь идет по нижней яремной вене, также впадающей в венозную пазуху. Содержащая усвоенные питательные вещества кровь от кишечника идет по подкишечной вене, которая в печени распадается на сеть капилляров, образуя воротную систему печени. Её капилляры сливаются в короткую печеночную вену, впадающую в венозную пазуху.
Селезенка у круглоротых отсутствует. Кроветворение осуществляется в стенках пищевода и кишечника, а также в почках, печени и в тяже жировой ткани вдоль спинной струны. Общее количество крови составляет 4—5% массы тела животного. В 1 мм³ крови находится 130—170 тыс. эритроцитов, содержащих от 3 до 8 г % гемоглобина.

### Органы выделения и водно-солевое равновесие
У круглоротых образуются характерные для позвоночных и отсутствующие у других подтипов хордовых органы выделения — почки, обладающие способностью с помощью фильтрационного аппарата удалять из организма избыток воды, с которой выводятся и продукты метаболизма. Поэтому почки участвуют в водном и солевом обмене, наряду с кожей поддерживая осмотическое постоянство внутренней среды организма. У эмбрионов круглоротых, подобно остальным позвоночным, закладываются парные головные почки, или предпочки (пронефрос). Позднее позади них развиваются парные туловищные почки (мезонефрос), функционирующие у взрослых особей. Они лежат на спинной стороне полости тела в виде лентовидных образований, прикрывающих верхнюю часть половой железы; по нижнему краю каждой почки проходит мочеточник. Оба мочеточника впадают в мочеполовой синус, открывающийся наружу мочеполовым отверстием на вершине мочеполового сосочка, сразу за анальным отверстием. У большинства круглоротых предпочка редуцируется: от неё остаётся лишь несколько канальцев, открывающихся в околосердечную сумку; у бделлостом сохраняется часть предпочки и в туловищном отделе. Почки круглоротых микроанатомически существенно отличаются от почек челюстноротых, представляя как бы первую фазу возникновения гломегулярного фильтрующего аппарата (мальпигиевых телец). По всей длине почки круглоротых проходит в виде шнура гломус, представляющий ещё слабо упорядоченное собрание артериальных капилляров, выделяющих фильтра. Последний по межклеточным промежуткам стекает в короткие почечные канальцы, где происходит частичное изъятие ценных для организма веществ из фильтрата. Таким образом, у круглоротых анатомического объединения обоих элементов — фильтрующего клубочка и принимающей фильтрат капсулы — ещё не произошло.
У живущих в морях миксин осмотическое давление крови сходно с осмотическим давлением морской воды: показатель ∆ (понижение температуры замерзания, зависимое от содержания солей в воде) в открытых морях 1,85—1,93, в крови миксин 1,97. Такое повышенное осмотическое давление крови, предотвращающее обезвоживание тканей, обеспечивается преимущественно высоким содержанием ионов неорганических солей, а также увеличением содержания в крови мочевины. У обитающих в более опреснённых участках моря проходных миног осмотическое давление крови ниже (∆ 0,54) и близко к таковому окружающей воды. При входе животных в реки возрастает поступление воды в организм через покровы и поддержание устойчивого осмотического давления крови и тканей достигается увеличением количества выводимой жидкой мочи, за сутки достигающего 45% массы тела.

### Половая система и размножение
Все круглоротые раздельнополы. Дифференцировка гонад у миксин происходит поздно, непосредственно перед наступлением половой зрелости. Непарная многодольчатая половая железа (семенник у самцов и яичник у самок) у половозрелых особей занимает почти всю брюшную полость и на брыжейке подвешена к её дорзальной стенке. Специальных половых протоков у круглоротых нет: зрелые половые продукты при разрыве стенки половой железы выпадают в полость тела, через половые поры попадают внутрь мочеполового синуса и через мочеполовое отверстие выводятся наружу. Оплодотворение наружное. Примерно половина видов миног относится к так называемым проходным видам: они живут в прибрежных районах моря, а на нерест уходят в реки (невская, каспийская, дальневосточная и др.). Во время хода на нерест проходные миноги не питаются и живут за счёт накопленных запасов жира. При миграции миноги двигаются медленно, проплывая за сутки до 8—10 км. У идущей на нерест в р. Неву европейской миноги существуют две расы: особи «озимой» расы заходят в Неву в августе—сентябре с ещё незрелыми половыми продуктами, зимуют в реке и нерестятся следующей весной; «яровая» раса идёт в реку в мае с уже зрелыми половыми продуктами и сразу же приступает к нересту. Благодаря этому одни и те же нерестилища, которых обычно не так много, используются дважды, но в разное время. Постоянно обитающие в пресной воде ручьевые миниги выметывают до 1,5—3 тыс. икринок, более крупные проходные европейская и каспийская миноги — до 20—40 тыс., проходная дальневосточная минога — Lampetra japonica — до 50—125 тыс. Особенно велика плодовитость морской миниги, откладывающей до 240 тыс. икринок. Ко времени нереста увеличиваются размеры спинных плавников, наступает дегенерация кишечника, исчезают желчный пузырь и желчный проток, прекращается функционирование желез ротовой воронки, у самок вырастает анальный плавник. Нерест обычно идёт на песчаных грунтах или на мелкой гальке. Самец и самка змееобразными движениями тела роют неглубокую ямку. Самка присасывается к камешку у края гнезда, а самец — к самке; самка выметывает икру, а самец одновременно выделяет семенную жидкость. После икрометания взрослые особи обычно погибают (размножаются раз в жизни, т.е. моноцикличны). Лишь некоторые виды (например, непроходные популяции морской миноги), возможно, размножаются несколько раз в жизни (полицикличны).
Самка миксины откладывает на глубине 100 и более метров 15—30 овальных яиц длиной до 2—2,5 см. Яйца покрыты плотной рогоподобной оболочкой, хорошо изолирующей их от окружающей среды, и снабжены большим количеством желтка. На концах каждого яйца расположен пучок нитей, заканчивающихся крючочками. С их помощью яйца сцепляются друг с другом и прикрепляются к субстрату. Видимо, все миксины полицикличны и откладывают яйца несколько раз в жизни. В период нереста миксины также не питаются. Развитие и рост миног и миксин существенно отличаются. Миноги имеют яйца с малым количеством желтка, претерпевающие полное дробление. Через 3—12 дней после оплодотворения из икринки вылупляется личинка длиной около 1 см, называемая пескоройкой. Она отличается от взрослых миног отсутствием присасывательной воронки и роговых зубчиков, сильным развитием верхней губы, более слабо развитыми спинными плавниками, недоразвитыми глазами. Личинки имеют большую глотку с жаберными отверстиями и эндостилем. По образу жизни они напоминают ланцетника. Через несколько дней после вылупления пескоройки перемещаются на участки рек с илистыми грунтами и начинают питаться детритом, мелкими животными и водорослями. Большую часть времени они проводят, зарывшись в ил. Только через 4—5 лет происходит метаморфоз, в ходе которого образуется присасывательная воронка, на ее стенках и на языке формируются роговые зубчики, глотка разделяется на пищевод и дыхательную трубку, развивается мощная мускулатура языка, увеличиваются размеры глаз и пескоройка превращается в миногу. У проходных форм молодь после метаморфоза скатывается в море, активно питается, присасываясь к своим жертвам, растёт и через несколько лет начинает свою нерестовую миграцию. Часть видов мелких ручьевых миног после метаморфоза не питается и относительно быстро приступает к размножению. Развитие миксин идёт без метаморфоза: вылупившаяся из яйца молодая особь отличается от взрослой только величиной.

### Нервная система и органы чувств
Нервная система примитивнее, чем у других позвоночных. Головной мозг относительно мал, его отделы, лежат в одной плоскости и не налегают друг на друга. Передний мозг невелик; дно его образуют полосатые тела, крыша тонкая, эпителиальная. Обонятельные доли заметно больше переднего мозга и слабо от него обособлены; их сильное развитие связано с важной ролью химического чувства в жизни круглоротых — основного средства поиска добычи. На боковых стенках промежуточного мозга хорошо видны габенулярные ганглии — первичные зрительные центры, а на крыше расположены два выроста, у некоторых видов приобретающие глазоподобное строение (имеют пигмент, светочувствительные и ганглиозные клетки): передний — париетальный (или теменной) орган и лежащий над ним более развитый пинеальный орган, у остальных позвоночных превращающийся в эпифиз.
От передней части дна промежуточного мозга отходит пара зрительных нервов, у круглоротых не образующих перекреста (хиазмы). Сзади располагается воронка, к которой примыкает слабо развитый у круглоротых гипофиз. Боковые стенки среднего мозга образуют небольшие зрительные, доли (отражение невысокого уровня зрения), между которыми из-за недоразвития крыши имеется отверстие. За средним мозгом в виде валика, ограничиваемого ромбовидную ямку спереди, лежит очень маленький мозжечок. Его слабое развитие связано с простотой движения круглоротых. Удлиненный продолговатый мозг незаметно переходит в лентовидный спинной мозг. В связи с недоразвитием затылочного отдела черепа IX и X пары головных нервов отходят позади слуховых капсул уже вне пределов черепа.
У миног спинные корешки спинного мозга не соединяются с брюшными, а у миксин, как и у всех челюстноротых позвоночных, такое соединение образуется. Развита симпатическая нервная система. Спинной мозг и периферическая нервная система обладают высокой автономностью; обезглавленная минога или миксина после раздражения начинает совершать плавательные движения.
Сравнительно низкому уровню организации центральной нервной системы соответствует и строение большинства органов чувств.
В водной среде, где запахи не рассеиваются так быстро, как в воздухе, химическое чувство имеет особенно важное значение, позволяя водным животным находить пищу и различать струи воды с разным химизмом. От непарной ноздри начинается носовой ход, ведущий к обонятельной капсуле и продолжающийся в виде длинного питуитарного выроста, слепой конец которого заканчивается под черепом и передним концом хорды. В среднюю часть питуитарного выроста через затянутое тонкой соединительно-тканной пленкой отверстие в дне черепа вдается гипофиз. Поэтому весь этот путь (ноздря — носовой ход — питуитарный вырост) называют назогипофизарным мешком. Обонятельная капсула складкой подразделяется на две части. Это позволяет предполагать, что у предков круглоротых обонятельные капсулы и ноздри были парными. Внутри обонятельной капсулы находится сильно пигментированный обонятельный мешок; хорошо выраженная складчатость его стенок увеличивает поверхность соприкосновения обонятельного эпителия с водой. Забор воды в обонятельный мешок и выталкивание ее обратно осуществляется изменением объема питуитарного выроста. У миксин питуитарный вырост открывается отверстием в ротовую полость; поэтому у зарывшегося в ил животного вода может поступать к жаберным мешкам через ноздрю.
Вторым рецептором круглоротых служат органы боковой линии (сейсмосенсорные органы). В виде мелких бугорков, они хорошо заметны на головном конце, располагаясь в несколько рядов; редкой цепочкой они тянутся по спинной стороне до хвостового плавник. Эти органы воспринимают токи воды, регистрируя приближение других животных или встречу с препятствиями.
Парные глаза расположены по бокам головы, имеют строение, типичное для позвоночных животных, но покрыты полупрозрачной кожей. У миксин глаза развиты хуже. Миноги, вероятно, могут видеть контуры подводных предметов лишь на близком расстоянии. Зрение миксин еще слабее. Добавочными светочувствительными рецепторами служат париетальный и пинеальный органы. Орган слуха и равновесия представлен внутренним ухом, заключенным в слуховую капсулу. У миног развиваются два вертикальных полукружных канала, у миксин — только один (видимо, результат деградации).
На голове у морской миноги и миксин имеется слабый электрический орган. Регулярно генерируя импульсы длительностью, 50— 80 миллисекунд, животное создает около своей головы электрическое поле напряжением до 1 милливольта. По изменению этого поля животное может чувствовать приближение другого организма или препятствия. Более мощные электрические органы, иннервированные ветвью лицевого нерва и, вероятно, служившие средством защиты от врагов и нападения, описаны для ископаемых бесчелюстных.

### Эндокринная система
Круглоротые имеют гипофиз, эпифиз и париетальный орган — эндокринные железы, связанные с промежуточным мозгом. Их функции в общем сходны с известными и для других животных. Эпифиз (пинеальный орган) более развит и функционирует как светочувствительная система. Париетальный (парапинеальный) орган невелик и у многих видов во взрослом состоянии отсутствует. Гипофиз соединяется с органом обоняния, образуя у миног назо-гипофизарный мешок, у миксин прорывающийся в глотку (образуется назо-гипофизарный канал). Железистая часть гипофиза (его передняя доля) прилегает к воронке промежуточного мозга, образующей заднюю долю гипофиза (нейрогипофиз). Щитовидная железа развивается на брюшной стенке глотки из эндостиля пескороек (личинок миног); у взрослой миноги она представлена несколькими слепо кончающимися трубками, лежащими под языком. Вилочковая, или зобная, железа — лимфоидный орган — существуют только у личинок.

## Поведение и образ жизни
Они подстерегают добычу; обнаружив ее с помощью органов чувств, стремятся приблизиться и прикрепиться. Перед нерестом перестают питаться и совершают миграции на нерестилища. При этом морские миноги входят в предустьевые пространства и низовья рек, а некоторые поднимаются далеко вверх по течению. Речные миноги совершают лишь небольшие передвижения. Нерестом завершается жизненный цикл большинства видов миног.